# 과르디아 시빌

과르디아 시빌 엠블럼

과르디아 시빌(스페인어: Guardia Civil)은 스페인의 준군사조직 (국가헌병)으로, 내무부와 국방부가 관리한다.

## 같이 보기
- 아누비스 작전